# Isabeau de Bonzi
Isabeau de Bonzi, Élisabeth de Bonzi, Izabeau de Bonzi ou Isabeau de la Croix, est une marquise française d'origine italienne, née à Mantoue entre 1626 et 1628 et morte à Montpellier le 13 novembre 1708, à l'âge de 80 ans.
Elle est membre d'une famille florentine qui à occupé le siège épiscopal de Béziers (devenu le Palais de Justice de Béziers) pendant presque cent ans. Elle est la fille de Francesco de Bonzi, Ambassadeur du roi de France aux côtés du duc de Mantoue et dernier évêque de Bézier, et de Cristina Riairo, comtesse de Riario. Elle passe une partie de son enfance aux côtés de son frère Pierre de Bonzi et de son oncle, Clément de Bonsi, qui avait pour rôle de faire l'éducation des deux enfants.

## Vie familiale et vie politique
Le 21 novembre 1644, tout juste âgée de 17 ans Isabeau de Bonzi se marie à René Gaspard de la croix de Castries à Béziers. De par cette union, Isabeau de Bonzi prend le nom de De la Croix, ce qui permet à René Gaspard de la Croix de Castries d'accéder aux titres de Seigneur de Castelnau, du Cres et de Salaison. De ce mariage sont nés onze enfants: Elisabeth, Armand Pierre de La Croix de Castries, Louis-Languedoc, Roch-François, Marie-Henriette, Marie, Louise, Gabrielle, Renée-Angélique, Françoise et Joseph-François avec pour nom de famille commun De la Croix de Castries,'.
La famille de la Croix de Castries a habité et a participé à l'aménagement de la ville de Castries. En 1660 René-Gaspard de La Croix de Castries fait créer un parc tout autour du château de Castries. Entre 1670 et 1676, il fait construire l'aqueduc de Castries. En 1674 à la suite du décès de son mari Isabeau de Bonzi devient baronne de Castelnau, du Crès et de Salaison. En 1700 En 1701 elle offre à l'église Saint-Martin-du-Crès le tableau "La Vierge à l'enfant", dont l'artiste demeure encore inconnu,. En 1705 elle demande que cette même église soit rénovée, elle fait appel à Antoine Giral. Elle s'occupe seule de ses enfants avec l'aide de son frère, le cardinal de Bonzi. Elle s'occupe aussi de l'assemblée des finances de Montpellier. En 1792 pendant la Révolution, le château est pillé puis vendu. C'est plus tard en 1828 que le château redevient la propriété des De la Croix de Castries après le rachat d'Edmond de La Croix de Castries qui s'attellera ensuite à sa rénovation. Le château entre en la possession de la famille Harcourt, puis celle de l'académie Française et enfin de la municipalité de Castries en 2013. Ce bien a été  la propriété de la famille de la Croix de Castries de 1495 jusqu'en 1986.
En 1776, la ville de Montpellier choisit de faire ériger la "la fontaine des licornes" sur la place de la Canourgue en hommage à la famille Castries, pour sa gestion de l’aqueduc, des finances, ses diverses implications politique et sociale et la victoire des troupes françaises en 1760, à Clostercamp en Allemagne, que l'on peut voir représentée sur la fresque qui décore le socle de la statue.

## Citations et représentations
Aujourd'hui, très peu de représentations d'Isabeau de Bonzi sont accessibles au public. Le tableau "Portrait de la marquise de Castries, née Isabeau de Bonzi", attribué à l'artiste toulousain Jean de Troy la fait apparaître sous les traits d'une femme aux lèvres roses, au teint pale, aux yeux et aux cheveux d’ébène avec un ras de cou en perle qui souligne son port de tête. Elle est également citée par Thomas de Rosset dans Les portraits des plus belles dames de la ville de Montpellier (1660) où elle est décrite comme étant une "beauté dorée", ou encore par le docteur Martin Lister qui l'a décrite comme une « personne inférieure à aucun de son sexe pour la beauté, l'esprit et l'élevage » dans Carnet de voyage du docteur Martin Lister.
Isabeau de Bonzi est évoquée au côté de son frère dans une lettre adressée à Françoise de Sévigné la Marquise de Grignan, rédigée par sa mère Madame de Sévigné : "...Enfin, ma bonne, nous arrivâmes  hier  au  soir  ici, après  avoir  eu  toutes  les frayeurs du monde d’être assiégés par les eaux, au pont de Lunel... Toute  la  ville  me  court ;  mais  comme  je  ne veux point rendre (de visites) je n’en veux point recevoir. M. le Cardinal de Bonzi et Mme. de Castries sont venus ici... Je trouve les femmes d’ici jolies, elles sont vives, elles ont de l’esprit, elles parlent françois. Je suis logée chez une Mme de La Roche, dans un appartement divin".
On pourrait également lui trouver des ressemblance physique avec l'œuvre de Jacob Ferdinand Voet, Portrait de Femme.